# Novo Cruzeiro
Novo Cruzeiro is een gemeente in de Braziliaanse deelstaat Minas Gerais. De gemeente telt 31.319 inwoners (schatting 2009).

## Aangrenzende gemeenten
De gemeente grenst aan Araçuaí, Caraí, Chapada do Norte, Itaipé, Jenipapo de Minas, Ladainha, Minas Novas en Setubinha.